# Time Heist
"Time Heist" é o quinto episódio da oitava temporada da série de ficção científica britânica Doctor Who, transmitido originalmente na BBC One em 20 de setembro de 2014. Foi escrito por Stephen Thompson e pelo showrunner e produtor executivo da série, Steven Moffat, e foi dirigido por Douglas Mackinnon.
No episódio, o alienígena viajante do tempo conhecido como o Doutor (Peter Capaldi), sua acompanhante Clara Oswald (Jenna Coleman), a humana mutante Saibra (Pippa Bennett-Warner) e o humano melhorado Psi (Jonathan Bailey), são recrutados para invadir e roubar o seguro Banco de Karabraxos, que é protegido por um alienígena telepático chamado O Caixa (Ross Mullan).
O episódio foi assistido por 6,99 milhões de telespectadores no Reino Unido, recebendo críticas geralmente positivas dos avaliadores.

## Enredo
No apartamento de Clara, o Doutor atende o telefone da TARDIS; ambos ficam surpresos ao se encontrarem em uma sala com outras duas pessoas: Psi, um hacker com cérebro melhorado, e Saibra, uma metamorfa mutante. Uma gravação inclui mensagens de cada um concordando com uma limpeza de memória de curto prazo, antes de receber instruções do Arquiteto para invadir o Banco de Karabraxos e roubar três itens de seu cofre.
A chefe da segurança do banco, Sra. Delphox, usa um alienígena telepático chamado Caixa para detectar pessoas com intenções criminosas e destruir seus cérebros; o Doutor acredita que as limpezas de memória foram necessárias para evitar ser pego. Lá dentro, o Doutor, Clara, Saibra e Psi encontram seis dispositivos deixados pelo Arquiteto que parecem ser trituradores atômicos, para serem usados caso sejam pegos para morrerem rapidamente e sem dor. Tanto Saibra quanto Psi se sacrificam com trituradores quando encontram o Caixa, permitindo que o Doutor e Clara cheguem à porta do cofre.
A porta parece impossível de abrir, mas então uma tempestade solar atinge a superfície do planeta, desencadeando uma sequência de desbloqueio automático; o Doutor percebe que se trata de um "assalto de viagem no tempo". Eles recuperam dois itens: um soro para estabilizar o DNA de Saibra e um circuito para restaurar as memórias de longo prazo de Psi. O Doutor e Clara são capturados e levados ao escritório de Delphox. Os guardas revelam-se como Saibra e Psi; os trituradores são, na verdade, teletransportes de curto alcance para uma nave de fuga em órbita. A tempestade ameaça destruir o Banco, mas o Doutor quer descobrir o terceiro item.
Eles encontram a diretora do Banco, Madame Karabraxos, em seu cofre particular. Karabraxos instrui a Sra. Delphox - que é a mais recente de seus clones - para que o Caixa seja levado ao cofre, antes de incinerar Delphox por decepcioná-la. Antes de Karabraxos partir, o Doutor dá a ela o número de telefone da TARDIS para usar quando ela tiver um momento de arrependimento. Quando o Caixa chega, o Doutor permite que ele restaure sua memória de curto prazo. A ligação para a TARDIS foi de Karabraxos, que estava morrendo, lamentando algo que deixou no cofre. O Doutor se tornou o Arquiteto do assalto para reunir Saibra e Psi e plantar os teletransportes para levá-los até este ponto. O Doutor mostra por que eles tiveram seis teletransportes: Karabraxos queria que ele resgatasse a companheira do Caixa que ela havia trancado para forçar a cooperação dele. O Caixa liberta sua companheira e os dois, os últimos de sua espécie, são evacuados para um planeta despovoado para viverem suas vidas em paz.

### Continuidade
Os vermes da memória foram introduzidos pela primeira vez no especial de Natal de 2012, "The Snowmen".
Quando Psi tenta atrair o Caixa para longe de Clara visualizando alguns dos criminosos mais notórios da galáxia, as fotos que ele acessa incluem um Sensorite (do serial de 1964 The Sensorites), um Terileptil (do serial de 1982 The Visitation), um Slitheen, um Guerreiro do Gelo, o Pistoleiro de "A Town Called Mercy", o Capitão John Hart de Torchwood, Androvax e o Trickster de The Sarah Jane Adventures e Abslom Daak da Doctor Who Magazine.

## Produção
Falando sobre a premissa do episódio, o diretor Douglas Mackinnon disse: "O que queríamos fazer era um filme de assalto para Doctor Who. Eu assisti praticamente todos os filmes do gênero que já existiram, e eles incorporam coisas nele, mas como é Doctor Who, a viagem no tempo estava envolvida."
A leitura do episódio ocorreu em 11 de fevereiro de 2014. As filmagens começaram em 3 de março de 2014. As filmagens ocorreram na George Street em Bridgend em 5 de março de 2014, e em Roald Dahl Plass, Cardiff Bay, em 13 de março. As filmagens continuaram no Edifício Hadyn Ellis, parte da Universidade de Cardiff, em 18 de março de 2014, e no vizinho Bute Park no dia seguinte. A cobertura da mídia sobre as filmagens notou um novo monstro que foi avistado no set, com alguns chamando-o de "monstro mais estranho até agora" em Doctor Who." Cenas também foram filmadas na Usina Elétrica de Uskmouth, anteriormente locação para "The Doctor, the Widow and the Wardrobe" e "Into the Dalek". As filmagens foram concluídas em 24 de março de 2014.
Um trailer do episódio foi lançado em 15 de setembro de 2014.

## Transmissão e recepção

### Vazamento
Como parte dos vazamentos da 8.ª temporada, "Listen" foi um dos cinco roteiros que vazaram online de um servidor da BBC Worldwide em Miami. Uma versão preliminar do episódio também vazou, em 21 de agosto de 2014, após os vazamentos dos três primeiros episódios da temporada ("Deep Breath", "Into the Dalek" e "Robot of Sherwood"). Foi seguido logo pelo vazamento do quarto episódio, "Listen".

### Audiência
| Críticas profissionais: | Críticas profissionais: |
| Avaliações da crítica   | Avaliações da crítica   |
| Fonte                   | Avaliação               |
| ----------------------- | ----------------------- |
| The A.V. Club           | B+                      |
| SFX Magazine            | [ 3 ]                   |
| TV Fanatic              | [ 16 ]                  |
| CultBox                 | [ 17 ]                  |
| IndieWire               | B−                      |
| IGN                     | 8,5                     |
| New York Magazine       | [ 20 ]                  |
| The Daily Telegraph     | [ 21 ]                  |

Durante a noite de estreia no Reino Unido, "Time Heist" foi visto por 4,93 milhões de pessoas, com um share de 23,8%. Sua audiência final foi de 6,99 milhões. "Time Heist" ficou em segundo lugar na noite, atrás do The X Factor. Nos Estados Unidos, a transmissão original do episódio atingiu 1,03 milhão de telespectadores. O episódio alcançou um Índice de Apreciação de 84.

### Recepção critica
O episódio recebeu críticas geralmente positivas. O Digital Spy disse que o episódio "deveria ter durado mais 15 minutos" e "acumulou muitas ideias" no tempo que teve. Ben Lawrence, escrevendo no The Daily Telegraph, observou que "em um programa que às vezes é bastante sobrecarregado pela necessidade de manter arcos de história inteligentes, 'Time Heist' foi um episódio independente que permitiu algum espaço para respirar". O Den of Geek afirmou que foi "um episódio sólido e divertido de Who... Não é o melhor, mas agradável. Funcionou bem" e que "tinha o suficiente no tanque para nos manter entretidos por 45 minutos".
Escrevendo para a SFX, Nick Setchfield elogiou o "talento visual" do diretor Douglas Mackinnon, mas sentiu que o episódio como um todo foi um "[Doctor] Who sólido e intermediário, mas... não um criminal agradável que poderia ter sido". Em uma crítica para a Radio Times, Patrick Mulkern disse que o episódio foi "singularmente desinteressante", apesar de ser baseado em um conceito interessante. Mulkern, no entanto, elogiou as atuações de Jenna Coleman e Peter Capaldi, descrito como "o homem certo para o trabalho, mas nem sempre consegue o material que merece".